# 弗里亚尔代勒
弗里亚尔代勒（法語：Friardel，法語發音：[fʁijaʁdɛl] ⓘ）是法国卡尔瓦多斯省的一个旧市镇，位于该省东南部，属于利雪区。弗里亚尔代勒已于2016年1月1日起和相邻的拉韦皮耶尔合并为新市镇拉韦皮耶尔-弗里亚尔代勒（La Vespière-Friardel）。

## 地理
弗里亚尔代勒（49°0'1"N, 0°23'19"E）面积9.39 平方千米，位于法国诺曼底大区卡爾瓦多斯省，该省份为法国西北部沿海省份，北濒大西洋英吉利海峡，东北与滨海塞纳省以海上边界相接，东临厄尔省，南至奧恩省，西与芒什省接壤。
与弗里亚尔代勒接壤的市镇（或旧市镇、城区）包括：塞尔克、法米伊、拉福勒蒂耶尔-阿布农、默勒、奥尔贝克、拉韦皮耶尔、拉韦皮耶尔-弗里亚代勒。
弗里亚尔代勒的时区为UTC+01:00、UTC+02:00（夏令时）。

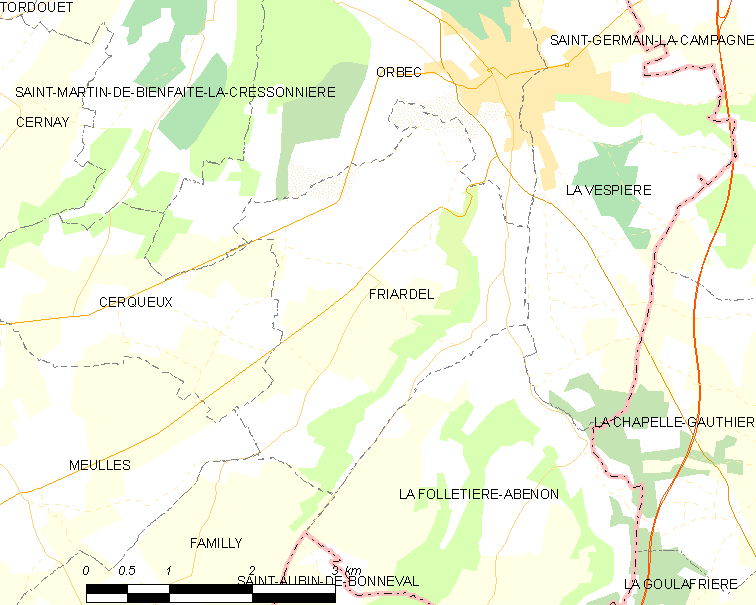
弗里亚尔代勒的OSM定位图

## 行政
弗里亚尔代勒的邮政编码为14290，INSEE市镇编码为14292。

## 政治
弗里亚尔代勒所属的省级选区为利瓦罗派多日县。

## 人口

1962-2008年间弗里亚尔代勒人口变化图示

弗里亚尔代勒于2018年1月1日时的人口数量为247人。